# Yuri Lemeshev
Yuri Lemeshev es un músico ruso. Toca el acordeón en el grupo de punk gitano Gogol Bordello

## Biografía
Lemeshev nació en la Isla de Sajalín (Rusia). Emigró a los Estados Unidos en 1989. En el año 2000, Lemeshev se unió al grupo musical Gogol Bordello.
- Datos: Q8061556